# Резанов, Виктор Михайлович
Виктор Михайлович Резанов (1829—1904) — русский художник-пейзажист, академик Императорской Академии художеств.

## Биография
Родился 1 (13) января 1829 года в семье дворянина, кавалерийского офицера Михаила Матвеевича Резанова, участника Отечественной войны 1812 года. Отец при выходе в отставку получил чин подполковника и стал кавалером ордена Святого Георгия за 25 лет безупречной службы. Виктор получил начальное домашнее образование, а затем учился в классической гимназии при Нежинском юридическом лицее им. князя Безбородько. В гимназии проявился художественный талант Виктора Резанова, тогда он и решил стать художником. Первичную художественную подготовку Резанов получил под руководством учителей рисования Исидора Савицкого и Дмитрия Безперчия. Поступил в Императорскую Академию художеств (1848). В Академии учился у М. Н. Воробьева в классе пейзажной живописи, а после его смерти (1855) – у его сына Сократа Воробьева. В одном классе с Виктором Резановым учились Николай Абутков, Пётр Балашов, Пётр Верещагин, Александр Гине, Павел Джогин, Ойген Дюкер, Арсений Мещерский и Иван Шишкин.
Получил медали Академии художеств: малая серебряная медаль (1853) за три вида с Лисьего носа или «Окрестности Санкт-Петербурга», большая серебряная медаль (1857) за «Вид на острове Коневце» (Ладожское озеро), малая золотая медаль (1858) за пейзажи «Вид в Финляндии» и «Лисий Нос».
Окончил Академию художеств в 1862 году, получив звание классного художника 3-й степени с соответствующим рангом чиновника XIV класса (коллежского регистратора).
Работал в Украине (1862–1864), писал пейзажи по заказам помещиков Черниговской и Полтавской губерний, проживая в их имениях. Эти годы были для художника наиболее плодотворными, он написал десятки полотен, которые украсили усадьбы В. Тарновского в Качановке, И. Скоропадского в Тростянце, Дабиж-Горленко в Романовщине, Г. Галагана в Сокиринцах, Л. Кочубея в Диканьке, де-Бальменов в Линовице, Величко в Хаенках. Только в усадьбе Г. Галагана было 25 картин Виктора Резанова. В конце 1864 года уехал за свой счёт за границу для занятий живописью.
Виктор Резанов был близким другом Ивана Шишкина. В письмах к Шишкину он называл его «Любезный товарищ Ваня», а в конце писал «Преданный твой друг Виктор Резанов». В 1865 году Резанов работал в Париже, а затем перебрался в Дюссельдорф. Творческая атмосфера, царившая в Дюссельдорфе, вдохновляла художника, он писал И. Шишкину: «...большая польза тут писать картины, да и энергия является больше, тут так прилежно работают, что и самому не хочется терять время». Просил также прислать деньги: «...а также прошу тебя пришли мне долг, я совершенно без денег, никто не присылает, вот нынче и давай в долг, просто на чужой стороне можно с голоду умереть, и пишу это своим должникам, а они и в ус не дуют, даже не отвечают, ужасные люди». Из работ художника того периода, написанных с натуры, сохранилась картина «Дубовая роща на окраине Дюссельдорфа».
В Дюссельдорфе написал картины «Сбор хлеба во время жатвы», «Лес во время бури» и «У водяной мельницы». Картины были представлены на осенней выставке в Академии художеств (1866). Совет Академии за указанные работы присвоил Виктору Резанову звание академика пейзажной живописи с соответствующим чином 9-го класса (титулярного советника).
Художник много путешествовал (1867–1872), о чем свидетельствуют его картины, которые появлялись на выставках в Академии художеств: «Два вида в Новгородской губернии» (1867), «Вид в Малороссии» (1869), «Вид в Орловской губернии» (1872).
Виктор Резанов был соучредителем Артели художников в Санкт-Петербурге (1863–1864), членом Санкт-Петербургского собрания художников (1863–1879) и Московского общества любителей художеств.
С целью постоянного заработка переехал в Вильну, где с 1874 года преподавал черчение и рисование в Виленской женской гимназии, а в  1875—1902 годах служил учителем рисования в Виленском Мариинском женском училище, Виленском еврейском учительском институте, а также в Виленском реальном училище. Имя В.М. Резанова есть в документах учебного округа.
Карьеру учителя начал в чине титулярного советника, в 1895 г. – статский советник. Был награждён орденами Святого Станислава 2-й и 3-й степени и Святой Анны 3-й степени.
У В. Резанова не было детей, только жена на его содержании, проживал он в квартире дома для бедных благотворительного общества «Доброхотная копейка»,  где имелась дешевая столовая.
В публикациях дату смерти художника не указывают, либо приводят противоречивые сведения: 1892, после 1892, ок. 1906. Виктор Резанов являлся прихожанином Виленского Пречистенского собора, последний раз был на исповеди вместе с женой в 1902 г..
В метрических книгах собора за 1902-1907 гг. нет записи о смерти В. Резанова. По православным канонам запись о смерти не вносилась в книги только в случае самоубийства усопшего. Жена В. Резанова Ольга Алексеевна вернулась из Вильны в Ичню, где и скончалась от сердечного приступа в январе 1905 г., поэтому наиболее вероятной датой смерти художника будет 1904 г. Самоубийц хоронили вне церковных кладбищ, место захоронения В. Резанова неизвестно.
Работы Виктора Резанова есть в Государственном Русском музее (Санкт-Петербург), Государственной Третьяковской галерее (Москва), Доме-музее И. Шишкина в Елабуге (Татарстан), Национальном художественном музее Украины (Киев) и в других собраниях.
Известные работы: «Окрестности Санкт-Петербурга (Виды с Лисьего носа)» (три вида, 1853), «Вид с дворца на противоположный берег Майорского пруда» (1860), «Уборка хлеба во время жатвы» (1866), «Лес во время бури» (1866), «Вид в Германии» (1867), «Вид в Новгородской губернии» (1867), «Вид в Малороссии» (1869), «Вид в Орловской губернии» (1872), «Полдень» (1885), «Лес» , «Взморье» (1887), «Ай-Петри при восходе солнца» (1880-е годы), циклы акварелей и сепий.

Примеры работ В. М. Резанова
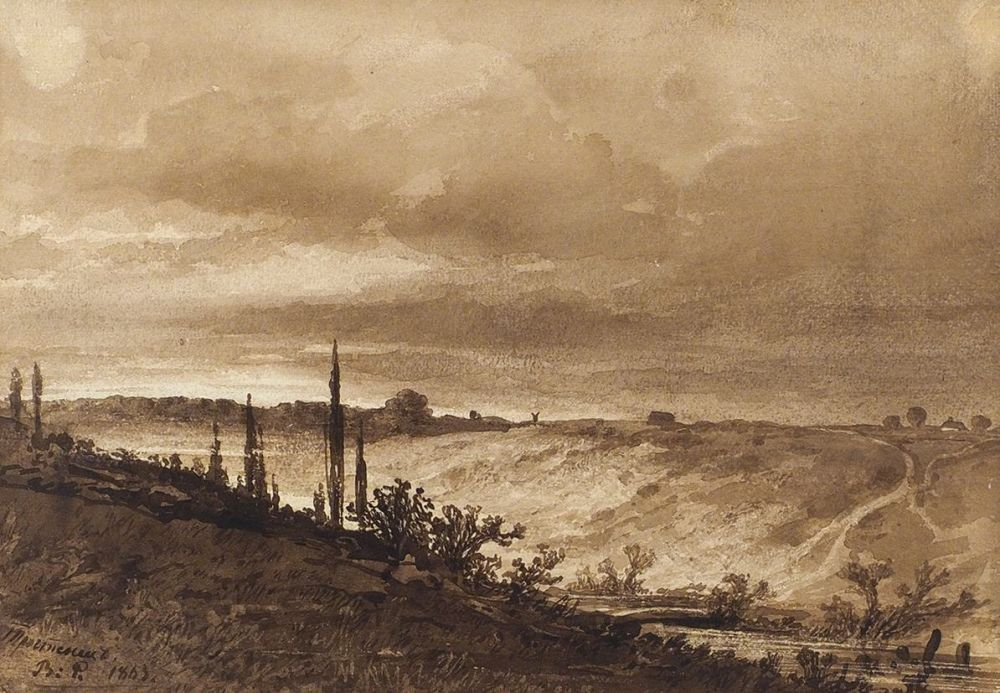
Пейзаж. Тростенец (сепия)
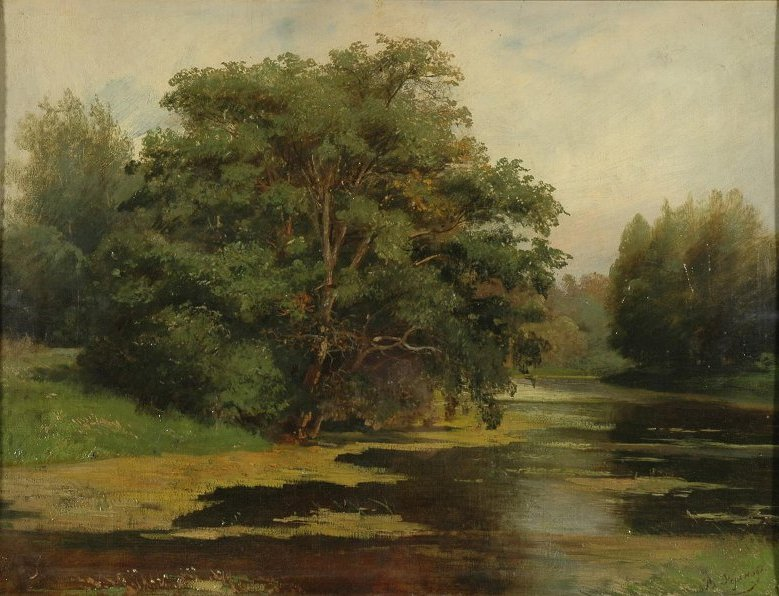
Лесной пейзаж. Пруд
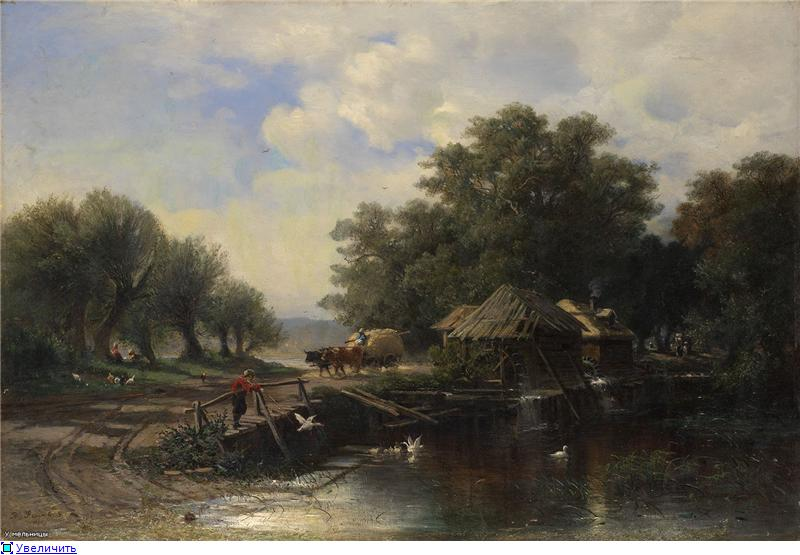
Пейзаж с водяной мельницей
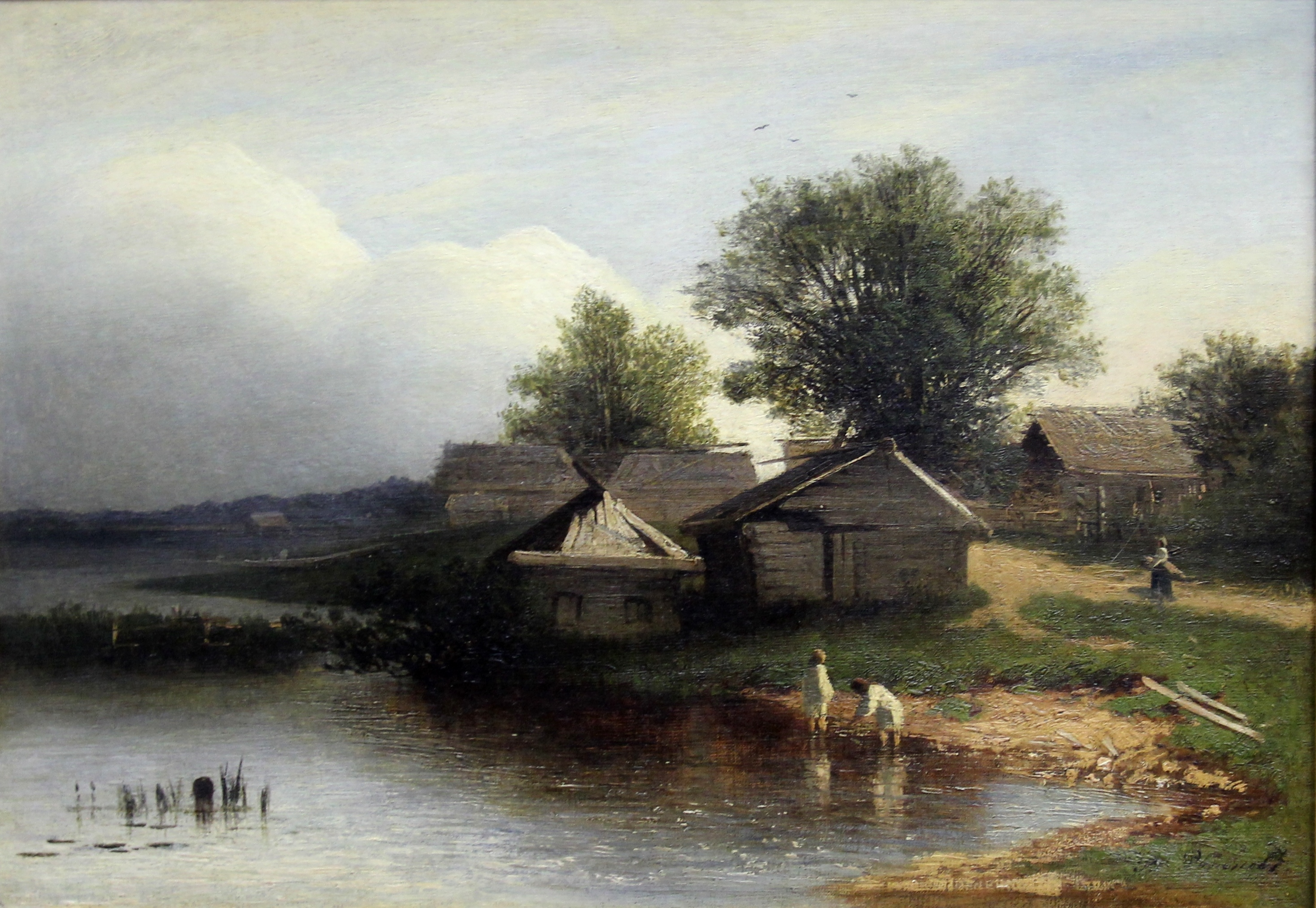
Деревенский пейзаж
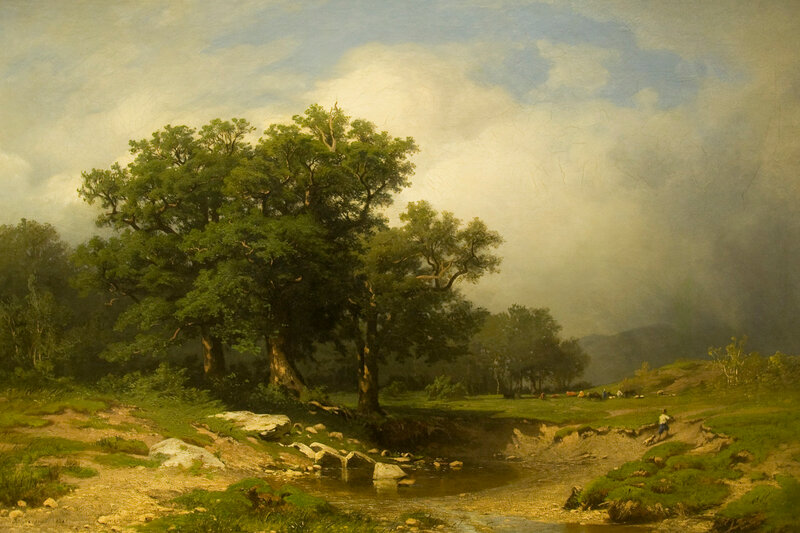
Дубовая роща в окрестностях Дюссельдорфа
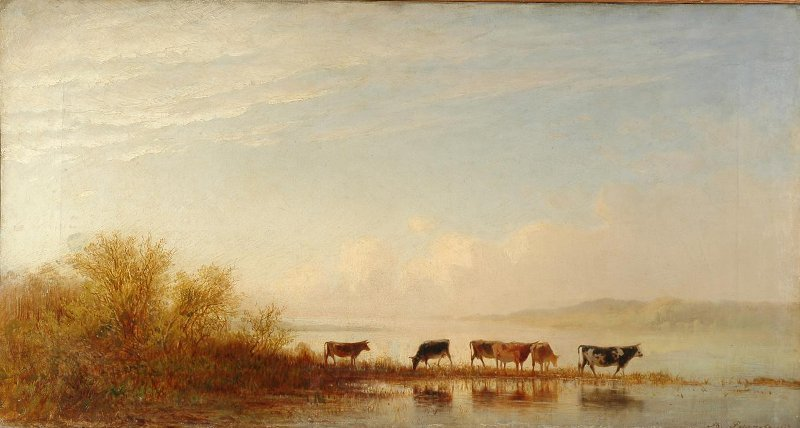
Стадо коров